# Lista siturilor arheologice din județul Sibiu - I
Lista siturilor arheologice din județul Sibiu - I conține toate siturile arheologice din județul Sibiu înscrise în Repertoriul Arheologic Național (RAN) și aflate în localități al căror nume începe cu litera I. RAN este administrat de Ministerul Culturii și Patrimoniului Național și cuprinde date științifice, cartografice, topografice, imagini și planuri, precum și orice alte informații privitoare la zonele cu potențial arheologic, studiate sau nu, încă existente sau dispărute.
Puteți căuta un sit din localitățile care încep cu litera I folosind formularul de mai jos sau puteți naviga prin toate siturile din județ la Lista siturilor arheologice din județul Sibiu.
| Cod RAN                                    | Denumire | Localitate                        | Adresă | Datare                  | Descoperit | Coordonate                                        | Imagine           | Erori            |
| ------------------------------------------ | --- | --------------------------------- | ------ | ----------------------- | ---------- | ------------------------------------------------- | ----------------- | ---------------- |
| 144660.01.01 (Cod LMI: SB-II-a-A-12402)    | Ansamblul bisericii evanghelice fortificate din Iacobeni / ansamblu anonim (Categorie: construcție) (Tip: Cetate sătească)        | sat Iacobeni, comuna Iacobeni     | 231    | sec. al XVI-lea         |            | 46°03′02″N 24°42′45″E / 46.0505555556°N 24.7125°E | Încărcați imagine | Raportați eroare |
| 144660.01.02 (Cod LMI: SB-II-m-A-12402.01) | Ansamblul bisericii evanghelice fortificate din Iacobeni / ansamblu Biserica fortificată (Categorie: construcție) (Tip: Biserică) | sat Iacobeni, comuna Iacobeni     | 231    | sec. XIV - 1/4 sec. XVI |            |                                                   | Încărcați imagine | Raportați eroare |
| 144660.01.03 (Cod LMI: SB-II-m-A-12402.02) | Ansamblul bisericii evanghelice fortificate din Iacobeni / ansamblu anonim (Categorie: construcție) (Tip: Incinta fortificată)    | sat Iacobeni, comuna Iacobeni     | 231    | sec. XV                 |            |                                                   | Încărcați imagine | Raportați eroare |
| 143637.01.01 (Cod LMI: SB-II-m-A-12403.02) | Ansamblul bisericii evanghelice fortificate de la Ighișu Nou / ansamblu anonim (Categorie: locuire) (Tip: Incinta fortificată)    | sat Ighișu Nou, municipiul Mediaș | 110    | sec. XVI                |            |                                                   | Încărcați imagine | Raportați eroare |
| 143637.01.02 (Cod LMI: SB-II-m-A-12403.01) | Ansamblul bisericii evanghelice fortificate de la Ighișu Nou / ansamblu anonim (Categorie: locuire) (Tip: Biserică)               | sat Ighișu Nou, municipiul Mediaș | 110    | sec. XIV - XV - XVI     |            |                                                   | Încărcați imagine | Raportați eroare |
| 144660.02.01                               | Așezarea de epoca bronzului la Iacobeni / ansamblu anonim (Categorie: locuire) (Tip: așezare)                                     | sat Iacobeni, comuna Iacobeni     |        | Coțofeni                |            |                                                   | Încărcați imagine | Raportați eroare |
| 144660.02.02                               | Așezarea de epoca bronzului la Iacobeni / ansamblu anonim (Categorie: locuire) (Tip: așezare)                                     | sat Iacobeni, comuna Iacobeni     |        | Wietenberg              |            |                                                   | Încărcați imagine | Raportați eroare |
| 144660.03.01                               | Vicus roman la Iacobeni - La vie / ansamblu anonim (Categorie: locuire militară) (Tip: Vicus)                                     | sat Iacobeni, comuna Iacobeni     | La vie |                         |            |                                                   | Încărcați imagine | Raportați eroare |